# Vy Vato Sakelika
Vy Vato Sakelika est une société secrète malgache fondée en 1913 par des étudiants en médecine sur un programme nationaliste. Aussi connue sous ses initiales V.V.S. (Vy Vato Sakelika : Fer, Pierre, Ramification), elle recrute ses adhérents en grande partie chez les Mérinas, groupe sur lequel l'administration française coloniales s'appuyait depuis sa conquête et qui fournissait d'ailleurs l'essentiel des effectifs scolaires. Elle est fortement réprimée par les autorités coloniales en 1915, avec 223 arrestations, 41 peines de prison prononcées dont 8 à perpétuité. Plusieurs militants de l'association s'engagent dans l'armée française et prennent part à la Première Guerre mondiale pour éviter la répression.